# Marcin Kozłowski (ur. 1980)
Marcin Kozłowski (ur. 21 sierpnia 1980 w Bydgoszczy) – polski piłkarz grający na pozycji pomocnika.
Grał w Zawiszy Bydgoszcz, Mieniu Lipno, Chemiku Bydgoszcz, Dyskobolii Grodzisk Wielkopolski, Arce Gdynia, a także w Unii Janikowo.
W polskiej I lidze rozegrał w barwach Dyskobolii 21 meczów.